# Paulino II de Aquileia
Paulino II (em latim: Paulinus Aquileiensis) foi um sacerdote, teólogo, poeta e um dos mais importantes acadêmicos do chamado Renascimento carolíngio. De 787 até sua morte foi ainda patriarca de Aquileia, participando de diversos sínodos contra o adocionismo espanhol e promovendo tanto reformas quanto a adoção da cláusula Filioque no Credo niceno. Além disso, Paulino arranjou também a cristianização pacífica dos ávaros e dos eslavos alpinos que viviam no território do Patriarcado de Aquileia. Por isso, ele é também conhecido como "Apóstolo dos Eslovenos".

## Vida

### Primeiros anos
Paulino nasce em Premariacco, perto de Cividale (a antiga Fórum de Júlio [Forum Iulii]) na região do Friul do nordeste da moderna Itália, provavelmente numa família romana, durante os últimos dias do governo lombardo. Foi educado na escola patriarcal de Cividale e, depois de ser ordenado padre, tornou-se mestre da escola. Lá aprendeu muito da cultura latina, tanto nos clássicos pagãos quanto cristãos. Foi lá também que adquiriu seus profundos conhecimentos de jurisprudência e recebeu um extensivo treinamento escritural, teológico e patrístico.

### Renascimento carolíngio
A educação de Paulino o deixou preparado para exercer um papel fundamental no Renascimento carolíngio, permitindo que ele ajudasse habilmente na promoção do cristianismo e na restauração da civilização ocidental depois de séculos de instabilidade depois das invasões bárbaras.
Foi precisamente por causa de sua extraordinária erudição que Paulino chamou a atenção de Carlos Magno pela primeira vez, em 774, que o rei dos francos conquistou toda o norte da Itália lombardo, incorporando-o ao Império Carolíngio. Além disso, por conta de sua lealdade a Carlos Magno durante a revolta do duque Hrodgaudo (Hrodgaud) em 776, Paulino foi ricamente recompensado, incluindo as propriedades de Valdando (Waldand), filho de Mimo de Lavariano, recebidas através de um diploma emitido pelo rei em Ivrea. No mesmo ano, Carlos também convidou Paulino para sua corte para ser o "mestre gramático" ("grammaticus magister") real. Foi na itinerante escola palatina ("schola palatina") que Paulino permaneceria pelos dez anos seguintes e lá conheceu outros grandes acadêmicos de seu tempo, incluindo Pedro de Pisa, Alcuíno de Iorque, Fardulfo, Arno de Salzburgo, Albrico, Bona, Riculfo, Refgote (Raefgot), Rado, Lulo (Lullus), Bassino, Fuldrado (Fuldrad), Eginardo, Adalardo e Adalberto. Tornou-se amigo principalmente de Alcuíno, como atestam as inúmeras cartas trocadas entre os dois.

### Patriarca de Aquileia

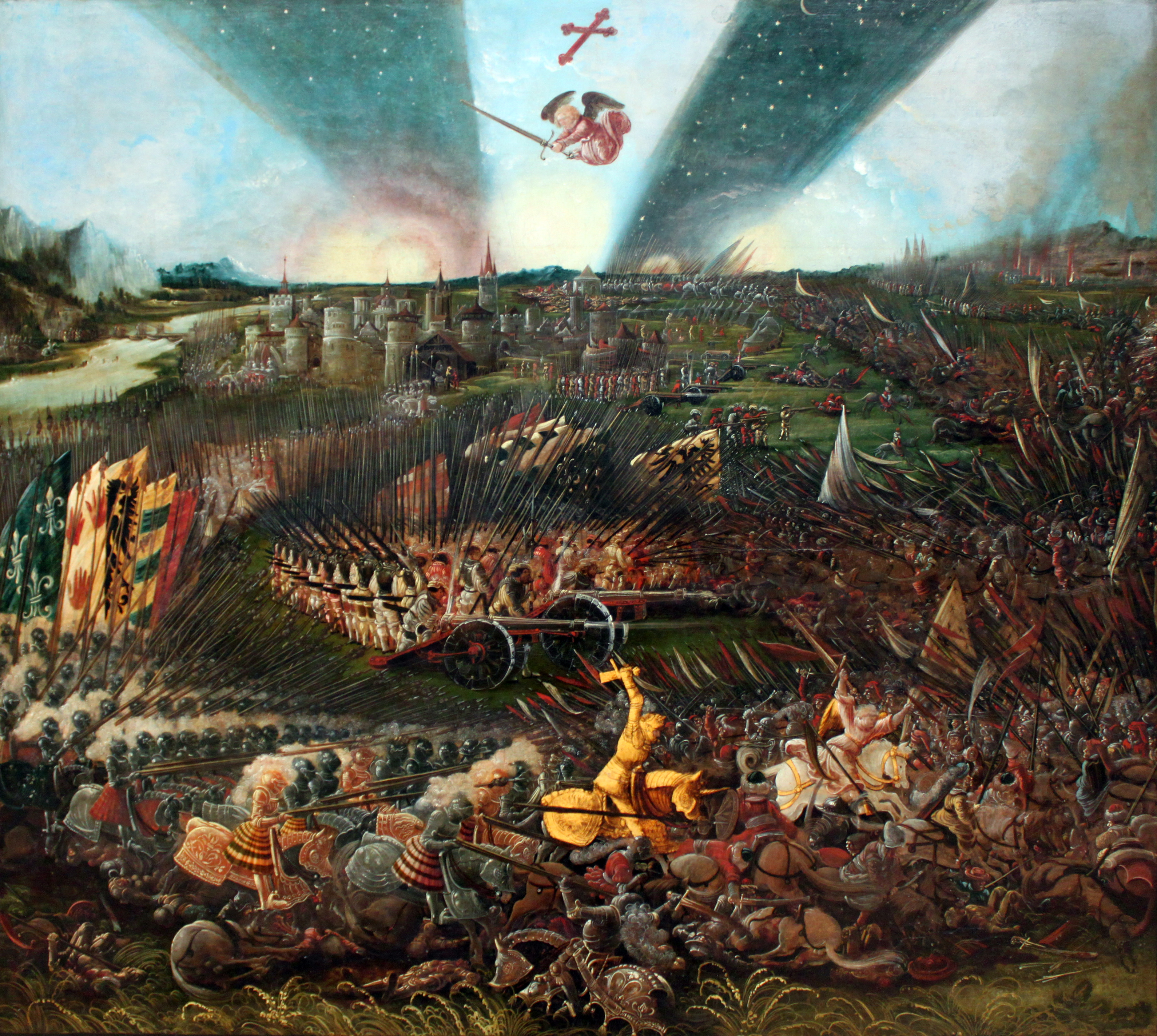
Vitória das forças carolíngias sobre os ávaros.
1518. Por Albrecht Altdorfer, atualmente no Germanisches Nationalmuseum.

Com a morte do patriarca Sigualdo de Aquileia em 787, Carlos Magno nomeou Paulino patriarca de Aquileia. Ele então abandonou a corte e seguiu para sua nova sé, passando a viver em Cividale, que era também a capital de um conde carolíngio responsável pela Marca de Friul (a cidade de Aquileia havia sido reduzida a uma minúscula vila depois de sua destruição em 452 por Átila, embora a basílica patriarcal ainda estar de pé). Como patriarca, Paulino conseguiu atuar de forma mais ativa e proeminente na implementação de suas reformas sociais. Em suas relações com as igrejas da Ístria ou do vizinho patriarcado de Grado, que representava os interesses bizantinos, demonstrou prudência e zelo pastoral. Enquanto isso, de Carlos Magno, Paulino recebeu diplomas permitindo a eleição livre dos futuros patriarcas pelo capítulo catedrático de Aquileia, além de outros privilégios para o patriarcado e também para o mosteiro de Santa Maria de Organo, a Igreja de São Laurêncio em Buja e os hospitais de São João em Cividale e Santa Maria em Verona.

## Sínodos
Paulino foi um zeloso defensor da integridade da doutrina católica. Em 792, participou do Concílio de Ratisbona que condenou a heresia do adocionismo espanhol ensinado pelos bispos da Hispânia Elipando de Toledo e Félix de Urgel. Em 794, teve papel preponderante no concílio nacional franco em Francoforte, onde o adocionismo foi novamente condenado, e compôs um livro contra a heresia que foi enviado à Hispânia em nome dos bispos ali reunidos.
Em 796, acompanhou o filho de Carlos Magno, Pepino, em sua campanha contra os hostis ávaros. No final do verão do mesmo ano, depois que eles foram derrotados, presidiu um sínodo de bispos no acampamento militar de Pepino às margens do Danúbio no qual se decidiu o programa de evangelização e catequese para os territórios recém-subjugados, habitados por ávaros e eslavos. Com o consentimento de Paulino, o sínodo também designou o território mais setentrional do Patriarcado de Aquileia ao bispo de Salzburgo, Arno. A fronteira entre as dioceses foi traçada no rio Drava e o acordo foi confirmado em 811 por Carlos Magno, perdurando por quase um milênio até ser alterado em meados do século XVIII. Aconselhado por Alcuíno de Iorque, o sínodo decidiu ainda que as áreas conquistadas deveriam ser cristianizadas sem violência. Atualmente os eslovenos consideram Paulino seu apóstolo, o santo que lhes trouxe o cristianismo pacificamente, apesar de o verdadeiro esforço missionário por parte de Aquileia tenha começado apenas depois de sua morte.
De volta, Paulino uma vez mais condenou o adocionismo num concílio em Cividale,  no qual explicou ainda a doutrina católica sobre a Santíssima Trindade, especialmente no que tange à processão do Espírito Santo, tanto do Pai quanto do Filho. Neste sínodo, quatorze cânones sobre disciplina eclesiástica e sobre o sacramento do matrimônio foram adotados e uma cópia, enviada a Carlos Magno. Já se acreditou que Paulino também teria participado de um concílio em Altino, mas o teólogo Karl Josef von Hefele provou que tal concílio sequer existiu.
Sempre protestando a favor da imunidade da Igreja frente às obrigações e interferências seculares em suas correspondências com o imperador, Paulino serviu como um dos missi dominici de Carlos Magno em Pistoia, com Arno de Salzburgo e outros bispos em 798. Depois disso, viajou a Roma como legado do papa Leão III.
A fonte para a maior parte dos eventos de Paulino enquanto patriarca é a "Sponsio Episcoporum ad S. Aquileiensem Sedem".

## Obras
Entre suas obras estão:
- "Libellus Sacrosyllabus contra Elipandum"
- "Liber Exhortationis"
- "Libri III contra Felicem"
- O protocolo da conferência entre Pepino e os bispos do Danúbio, uma obra muito importante para a história da expedição
- "Comentário à Epístola aos Hebreus", que só existe em manuscrito e jamais foi publicada numa edição impressa

Paulino era ainda um poeta e entre seus poemas mais conhecidos estão "Carmen de regula fidei", "Versus de Lazaro", uma "planctus" (elegia) inspirada pela morte de seu amigo, o duque Eric de Friul, que foi morto no cerco de Trsat em 799, uma composição sobre a destruição de Aquileia e finalmente oito hinos para serem cantados no Natal, na Candelária, Quaresma, Páscoa, festa de São Marcos, festa de São Pedro e São Paulo e na festa de dedicação da catedral.
Cartas escritas por e para Paulino foram preservadas ainda na "Monumenta Germanica Historica" e na "Patrologia Latina".

## Veneração
Depois de diversas translações, as relíquias do patriarca foram depositadas sob o altar da cripta da Basílica de Cividale del Friuli.
A primeira aparição do nome "São Paulino" na liturgia ocorreu na "Litaniae" de Carlos, o Calvo, do século IX. O nome aparece ainda na "Litaniae Carolinae", na "Litaniae a S. Patribus constitutae" e finalmente no manuscrito "Litaniae do Gertrudiano", do século X.
Em manuscritos anteriores ao "Martirológio de Usuardo", sua festa litúrgica aparece em 11 de janeiro. Nos calendários hagiológicos dos séculos XIII, XIV e XV, utilizados na Igreja de Aquileia e Cividale, a festa tem uma rubrica específica. Foi celebrada neste dia até o século XVI, na privilegiada Oitava da Epifania. No começo do século XVII, patriarca Francesco Barbaro mudou a data para 9 de fevereiro. Já a Igreja de Cividale passou a comemorar em 2 de março.
De acordo com a edição mais recente (2004) do Martirológio Romano, a festa deve ser celebrada na data da morte do santo, 11 de janeiro.